# جون ك. رايت (سياسي)
جون ك. رايت (بالإنجليزية: John C. Wright) هو قاضي ومحامي وصحفي ومُحرِّر وسياسي أمريكي، ولد في 17 أغسطس 1783 في الولايات المتحدة، وتوفي في 13 فبراير 1861 في واشنطن العاصمة في الولايات المتحدة. انتخب Supreme Court of Ohio ‏ وانتخب وكيل وزارة العدل الأميركية وانتخب عضو مجلس النواب الأمريكي.